# Haninah ben Teradion
El rabino Haninah ben Teradion o Hananiah ben Teradion (en hebreo: חנניה בן תרדיון) fue un maestro en la tercera generación tanaítica (siglo II). Fue contemporáneo de Eleazar ben Perata I y de Halafta, junto con quien estableció ciertas reglas rituales. Fue uno de los Diez Mártires asesinados por los romanos por ignorar la prohibición de enseñar la Torá.

## Vida y trabajo
Vivía en Sajnin, donde dirigía asuntos religiosos, así como una escuela. Esta última llegó a ser contada entre las distinguidas academias en referencia a las cuales un baraita dice: "El dicho 'Lo que es en conjunto sólo debe seguir' puede ser interpretado, 'Sigue a los sabios en sus respectivas academias. (...) Sigue al rabino Haninah ben Teradion en Sikhnin'".
Haninah administraba los fondos de caridad comunal, y tan escrupuloso fue él en esa oficina que una vez que un dinero propio, diseñado para uso personal en Purim, tuvo la oportunidad de mezclarse con los fondos de caridad, distribuyó toda la cantidad entre los pobres. Eliezer ben Jacob II admiraba tanto la honestidad de Haninah que comentó: "Nadie debería contribuir al tesoro de la caridad a menos que su administrador sea como Haninah ben Teradion".
Comparativamente pocos halajás se conservan de él. Haninah demostró ingeniosamente que la Shejiná se basa en aquellos que estudian la Ley.

## Martirio
Bajo el emperador Adriano se promulgaron decretos de persecución que imponían las penas más rigurosas a los observadores de la ley judía, y especialmente a aquellos que se ocupaban de la promulgación de esa ley. Sin embargo, Hananiah siguió concienzudamente su profesión elegida; convocó asambleas públicas y enseñó la Torá.
Una vez visitó a José ben Kisma, quien aconsejó extrema precaución, si no sumisión. Este último dijo: "Haninah, hermano mío, ¿no ves que este pueblo romano es defendido por Dios mismo? Ha destruido Su casa y quemado Su Templo, masacrado a Sus fieles y exterminado a Sus nobles; sin embargo, prospera! A pesar de todo esto, he oído, te ocupas de la Torá, incluso llamando a las asambleas y sosteniendo el pergamino de la Ley ante ti." A todo esto Haninah respondió: "El Cielo tendrá misericordia de nosotros." José se impacientó al oír esto, y se reincorporó: "Estoy hablando de lógica, y a todos mis argumentos respondes: '¡El Cielo tendrá misericordia de nosotros!' No debería sorprenderme si te quemaran junto con el pergamino. Poco después Haninah fue arrestado en una asamblea pública mientras enseñaba con un pergamino de la Torá delante de él. Cuando se le preguntó por qué hizo caso omiso del edicto imperial, respondió francamente: "Hago lo que mi Dios me manda".
Por esto él y su esposa fueron condenados a muerte, y su hija a la degradación (violación y prostitución forzada). Su muerte fue terrible. Envuelto en el pergamino, fue colocado sobre una pira de hierba verde; fue prendida, y lana húmeda se colocó en su pecho para prolongar las agonías de la muerte. "¡Ay de mí", exclamó su hija, "que yo debería verte en circunstancias tan terribles!" Haninah respondió serenamente: "De hecho, debería desesperarme si solo yo me quemara; pero como el pergamino de la Torá arde conmigo, el Poder que vengará la ofensa contra la ley también vengará la ofensa contra mí."
Sus discípulos desconsolados entonces preguntaron: "Maestro, ¿qué ves?" Respondió: "Veo el pergamino ardiendo mientras las letras de la Ley se elevan hacia arriba."
"Abre entonces tu boca, para que entre el fuego y antes poner fin a tus sufrimientos", le aconsejaron sus alumnos. Pero Haninah respondió: "Es mejor que el que ha dado el alma también la quite: ningún hombre puede apresurar su muerte." Entonces el verdugo quitó la lana y avivó el fuego, acelerando así el final, pero al hacerlo las llamas lo atraparon y él también se quemó hasta la muerte.
Se informa que, al escuchar su sentencia, Haninah citó Deuteronomio 32:4: "Es la Roca, Su obra es perfecta, porque todos Sus caminos son juicio"; mientras que su esposa citó el siguiente versículo: "Un Dios de verdad y sin iniquidad, justo y correcto es él"; y su hija citó Jeremías 32:19: "Grande en consejo, y poderoso en el trabajo; porque Tus ojos están abiertos sobre todos los caminos de los hijos de los hombres: dar a cada uno de acuerdo con sus caminos, y de acuerdo con el fruto de sus acciones."

## Miembros notables de la familia
De los miembros sobrevivientes de la familia de Haninah se mencionan dos hijas: la aprendida Bruriah, que se convirtió en la esposa del rabino Meir; y la que fue retenida en un burdel, a quien el rabino Meir logró rescatar.
Haninah también tuvo varios hijos varones, uno de ellos erudito. Se relata que Simon ben Haninah solicitó a este hijo información sobre un punto ritual, y que éste y su hermana, presumiblemente Bruriah, proporcionaron opiniones divergentes. Cuando Judá ben Baba se enteró de esas opiniones, comentó: "La hija de Haninah enseña mejor que su hijo".
En otros lugares se informa de que ese hijo se convirtió en un degenerado, asociándose con bandidos. Posteriormente traicionó a sus socios criminales, por lo que lo mataron y llenaron su boca de arena y grava. Habiendo descubierto sus restos, el pueblo lo habría elogiado por respeto a su padre, pero este último no lo permitiría. "Yo mismo hablaré", dijo; y lo hizo, citando Proverbios 5:11 y ss. La madre citó a Proverbios 17:25; la hermana, Proverbios 20:17.